# 刘旭 (药学家)
刘旭（1938年9月29日—2019年9月5日），江苏如东人，中国药学家，教授级高级工程师，中国共产党党员，抗疟药青蒿琥酯的发明者。青蒿琥酯的发现解决了青蒿素的水溶性问题，治疟疗效比青蒿素提高了3倍至7倍，且可制成水溶性制剂，静脉注射可用于抢救凶险型重症疟疾。注射用青蒿琥酯全球销量累计已突破1亿支，帮助全球2000多万重症疟疾患者重获健康。其中大部分是5岁以下非洲儿童。

## 生平
刘旭出生于1938年9月29日。1959年7月毕业于中国药科大学药学专业。1959年8月在北京医药工业研究院参加新磺胺合成，1961年4月因化工部支援三线建设调至桂林制药厂（现已更名为桂林南药股份有限公司）工作。
1962年，刘旭开始主持仿制抗蠕虫病药磷酸哌哔嗪，投产后成为广西首个规模生产的合成药，1984年和1990年两获国家质量银质奖；1968年主持研制抗阿米巴原虫药哌硝噻唑成功，1978年获广西科学大会奖；1971年率先在国内研制抗蠕虫病并免疫调节创盐酸左旋咪唑；1974年亲自起草盐酸左旋咪唑质量标准，并载入1977年版中华人民共和国药典二部中；盐酸左旋咪唑也于1982年和1987年两获国家质量银质奖；1984年主持研制兽用的磷酸左旋咪；1998年和2000年，盐酸左旋咪唑磷酸左旋咪唑分别获得美国FDA的GMP认证。1971至1972年曾研制并投产黄胺多辛（周效磺胺）。

## 贡献
1977年5月21日，接受国家“523”办公室下达的任务，桂林制药厂（现“桂林南药”）派刘旭主持“青蒿素结构改造”专题，目的是“提高疗效，解决水溶性问题，探讨结构和疗效的关系”。刘旭自行设计合成了一系列新的青蒿素衍生物，经筛选创制出“804号”衍生物（后命名为“青蒿琥酯”），治疟疗效比青蒿素提高了3倍至7倍，且可制成水溶性制剂，静脉注射可用于抢救凶险型重症疟疾。1980年12月1日通过了广西科委主持的技术鉴定书，1981年3月29日广西区卫生局下发《桂卫药批字（81）第16号文件》，批准青蒿琥酯生产上市。因青蒿琥酯的快速的抗疟作用和挽救生命的价值超过氯喹和奎宁，1981年10月4日-6日被WHO（世界卫生组织）第四次疟疾化疗会议（北京）选为优先开发项目。
青蒿琥酯项目于1989年获国家发明奖（国家科委、第一发明人、三等奖）；1988年10月29日获中国专利局授权，发明专利号：ZL85100781.3
1996年4月，在中国科学院时任院长周光召发出一份公函中，确定了青蒿素研究成果奖励名单，其中有包括屠呦呦在内的10位科学家，刘旭也位列其中，成就为合成出青蒿素衍生物青蒿琥酯。

## 获奖记录
- 1989年：国家发明奖三等奖（第一发明人）。
- 1991年：中国专利优秀奖。
- 1995年：国家医药管理局国家医药局优秀医药专利一等奖。
- 2002年：国务院国家科技进步奖二等奖。
- 2006年：中国发明协会发明创业奖特等奖。